# Nador
Nador (in berbero: ⴻⵏⵏⴰⴹⵓⵔ, Ennaḍur; in arabo الناظور‎?, al-Nāẓūr) è una città portuale del Marocco, capoluogo della provincia omonima, nella Regione Orientale.

## Toponimo
Secondo alcuni, il toponimo Nador sarebbe l'abbreviazione di Ayt Ennaḍur, la popolazione di un villaggio nei pressi della laguna (Ayt è un elemento berbero, corrispondente all'arabo banu, beni "figli di", impiegato per denominare vari gruppi etnici e sociali del Nordafrica). Secondo altri, invece, il nome deriverebbe dall'arabo ناظور Nāẓūr, «faro, torre d'avvistamento» (pronunciato Nāḍōr in arabo dialettale), alludendo al fatto che effettivamente questa località è un posto di osservazione strategico che controlla il Capo delle Tre Forche, proteso verso la Spagna.

## Storia
Nador è stato un punto di incontro della civiltà indigena (berbera) e di quelle fenicia, cartaginese, romana, e successivamente islamica.
In epoche diverse, la regione ha anche ospitato diversi re del Marocco. Ciò avvenne, ad esempio, con Omar, figlio di Idris II (IX secolo) o, in seguito, con il sovrano Almoravide Yūsuf Ibn Tāshfīn, che si installò con le sue truppe sul Monte Temsamane nel Rif.
Anche il sultano Mohammed ben Abdallah scelse il sito di Nador come luogo in cui concentrare le sue truppe durante l'assedio di Melilla (1774).

## Società

### Lingua

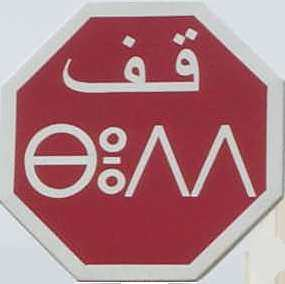
Cartello di STOP a Nador in arabo e berbero (dialetto tarifit in caratteri Neo-tifinagh). Apparso il 29/04/2003 e rimosso nottetempo

La lingua più parlata a Nador è il berbero, mentre l'arabo è poco usato in questa regione. Un esempio dell'attaccamento dei cittadini alla loro lingua è un evento del 2003, quando il consiglio municipale, interpretando alcune indicazioni dell'IRCAM, decise, il 29 aprile 2003, di introdurre nei propri documenti pubblici e nella segnaletica stradale locale anche scritte in berbero, in caratteri neo-tifinagh. La decisione durò solo poche ore: in breve tempo il ministro dell'Interno Mustapha Sahel invalidò la decisione del consiglio municipale e diede ordine di sostituire tutti i cartelli bilingui che erano stati collocati in quella città. Nel 2014, la lingua berbera era parlata dall'84% della popolazione.

## Economia
Nador è la terza piazza finanziaria e bancaria del Marocco, grazie alle rimesse dei marocchini emigrati all'estero. La città trae vantaggio anche dalla vicinanza con l'enclave spagnola di Melilla.
Nador si è vista recentemente sotto i riflettori della stampa internazionale in occasione dei tentativi di infiltrazione di cittadini dei paesi subsahariani nell'enclave di Melilla. Essi infatti avevano scelto come base per i loro tentativi il monte Gourougou, a pochi chilometri dalla città.
Nador è una città mediterranea splendidamente collocata ai bordi di un'immensa laguna e al centro di una ricca regione agricola. Questa regione conosce attualmente un notevole rilancio economico.
Nador è il polo centrale dell'industria metallurgica e mineraria del Marocco: infatti è a Selouane, poco distante dalla città, che si trova il più importante complesso siderurgico del paese.
A livello delle infrastrutture, vi sono: l'aeroporto internazionale "Mont Arouit", il porto Beni Ensar (passeggeri, mercantile e industriale), zone industriali e strade (Nador sarà presto raggiungibile dalla superstrada della costa nord).
Nei pressi di Nador vi è un colossale trasmettitore, che con le sue due antenne di 380 m è una delle costruzioni più alte di tutta l'Africa.

## Infrastrutture e trasporti
La città è servita da due stazioni principali, quella di Nador Ville e di Nador Sud.

## Sport
È sede del Fath Riadi de Nador, squadra di calcio.